# Spororminula tenerifae
Spororminula tenerifae är en svampart som beskrevs av Arx & Aa 1987. Spororminula tenerifae ingår i släktet Spororminula och familjen Sporormiaceae.   Inga underarter finns listade i Catalogue of Life.